# Austin megye
Austin megye az Amerikai Egyesült Államokban, azon belül Texas államban található. Megyeszékhelye Bellville, legnagyobb városa Sealy. Lakosainak száma 30 167 fő (2020. április 1.). Austin megye Washington, Waller, Fort Bend, Wharton, Colorado és Fayette megyékkel határos.

## Népesség
A megye népességének változása:
| Lakosok száma | 28 443 | 28 669 | 28 653 | 28 847 | 29 563 | 29 786 | 30 167 |
|               | 2010   | 2011   | 2012   | 2013   | 2015   | 2017   | 2020   |